# Apecchio
Apecchio là một đô thị ở tỉnh Pesaro và Urbino trong vùng Marche, nằm cách 90 km về phía tây của Ancona và khoảng 60 km về phía tây nam của Pesaro. Tại thời điểm ngày 31 tháng 12 năm 2004, đô thị này có dân số 2.105 và diện tích là 103 km².
Apecchio giáp các đô thị sau: Cagli, Città di Castello, Mercatello sul Metauro, Pietralunga, Piobbico, Sant'Angelo in Vado, Urbania.

## Features
Apecchio is home to the Globe of Peace, which was until 1999 the world's largest rotating globe.